# Herat (huyện)
Hirat là một huyện thuộc tỉnh Herat, Afghanistan. Dân số thời điểm năm 1999 là 238,144 người.